# Championnats des Pays-Bas de cyclisme sur route
Les championnats des Pays-Bas de cyclisme sur route sont les championnats nationaux de cyclisme sur route des Pays-Bas, organisés par l'Union royale néerlandaise de cyclisme. Ils sont organisés tous les ans depuis 1888 (avec quelques interruptions entre 1896 et 1906).
Le vainqueur porte durant une année le maillot distinctif de champion aux couleurs « rouge-blanc-bleu ».

## Hommes

### Podiums de la course en ligne
| Année | Vainqueur                  | Deuxième                      | Troisième                 |
| ----- | -------------------------- | ----------------------------- | ------------------------- |
| 1888  | H.W. van Raden             | Rudolph van Pallandt          | -                         |
| 1889  | Willem Gijsbert Del Baere  | A.J. Korthals Altes           | P. Bokma                  |
| 1890  | Henri Raland               | Jaap Houtman                  | D. Fockema                |
| 1891  | Carel Koning               | Kees Witteveen (de)           | Karel Smits               |
| 1892  | Henk van de Griendt        | Jac. Siep                     | A. Eijsink                |
| 1893  | Jaap Eden                  | W. de Haas                    | Jac. Siep                 |
| 1894  | Jaap Eden                  | Kees Witteveen (de)           | Mathieu Cordang           |
| 1895  | Willem van de Mey          | Kees Witteveen (de)           | P.-J. Adrian              |
| 1896  | Willem van de Mey          | Koos van der Knoop            | H. van Koolbergen         |
| 1904  | Jan de Groot               | Cees van der Wiel             | M.-J. Nigten              |
| 1906  | Gerrit van Vliet (nl)      | Jan de Jager                  | Anton van Lieshout        |
| 1907  | Jan Tulleken               | J. Bloem                      | Johan 't Hart             |
| 1908  | Adrie Slot (nl)            | C. de Visser                  | J. Bloem                  |
| 1909  | Chris Kalkman              | Dorus Nijland (nl)            | George Damen              |
| 1910  | Henk Tamse (nl)            | P. van Kersen                 | Gerard Franssen           |
| 1911  | Krijn Schippers (nl)       | Piet van der Wiel             | A. Gaillard               |
| 1912  | Cees Erkelens (nl)         | P.-G. Borremans               | Cor Blekemolen (nl)       |
| 1913  | Frits Wiersma              | Herman. Maas                  | Fr. van Hilst             |
| 1914  | Chris Kalkman              | Piet van der Wiel             | Gerard Vlemmix            |
| 1915  | Jorinus van der Wiel       | Piet van der Wiel             | Barend Gebuis             |
| 1916  | Klaas van Nek              | Frits Wiersma                 | Barend Gebuis             |
| 1917  | Jorinus van der Wiel       | Piet Ikelaar                  | Evert van Grafhorst       |
| 1918  | Jorinus van der Wiel       | Frans Rutten                  | D. Wouters                |
| 1919  | Frits Wiersma              | Jorinus van der Wiel          | Gerrit Waldner            |
| 1920  | Frits Wiersma              | Piet Ikelaar                  | Jan Devries               |
| 1921  | Jorinus van der Wiel       | Evert van Grafhorst           | Piet Ikelaar              |
| 1922  | Herman Nankman (nl)        | Jan van der Stel              | H. Datema                 |
| 1923  | Piet Ikelaar               | Jan Bekkering                 | Johan van Melis           |
| 1924  | Piet Ikelaar               | Gerard Vreeswijk              | Jorinus van der Wiel      |
| 1925  | Jorinus van der Wiel       | Piet Ikelaar                  | Joep Franssen (nl)        |
| 1926  | Klaas van Nek              | Jorinus van der Wiel          | Frans van Wijk            |
| 1927  | Josep Franssen             | Jan van Rooy                  | Gerrit van den Berg (en)  |
| 1928  | Hans Bockkom               | August Ramakers               | Jan van Rooy              |
| 1929  | Hans Bockkom               | Marten van Hal (nl)           | -                         |
| 1930  | Adrianus Braspennincx      | Jo Anspach                    | -                         |
| 1931  | Cesar Bogaert              | Abraham Ranschaart            | Abraham Polak             |
| 1932  | Marinus Valentijn          | Thijs van Oers (nl)           | -                         |
| 1933  | Thijs van Oers (nl)        | Cesar Bogaert                 | Marinus Valentijn         |
| 1934  | Cesar Bogaert              | Gerrit van de Ruit (nl)       | Willem Cober              |
| 1935  | Marinus Valentijn          | Cees Heeren                   | Alfons Stuyts             |
| 1936  | Kees Pellenaars            | Louis van Schijndel           | Jan Gommers (nl)          |
| 1937  | John Braspennincx          | Jan Verveer                   | Fred Mostard              |
| 1938  | Theo Middelkamp            | Gerrit Schulte                | Marinus Valentijn         |
| 1939  | Janus Hellemons            | Arie Overweel                 | Willem Reuter             |
| 1940  | Louis Motké (nl)           | Piet van Nek (en)             | Willem Reuter             |
| 1941  | Louis Motké (nl)           | Aad van Amsterdam (nl)        | Cees Joossen              |
| 1942  | John Braspennincx          | Cor Bakker (nl)               | Huub Sijen (nl)           |
| 1943  | Theo Middelkamp            | Cees Joossen                  | Frans van de Zande        |
| 1944  | Gerrit Schulte             | Huub Sijen (nl)               | Theo Middelkamp           |
| 1945  | Theo Middelkamp            | Adri Steenbakkers             | Wim de Ruyter (nl)        |
| 1946  | Bouk Schellingerhoudt (nl) | Theo Middelkamp               | Huub Sijen (nl)           |
| 1947  | Jefke Janssen              | Gerrit Schulte                | Frans Pauwels (nl)        |
| 1948  | Gerrit Schulte             | Huub Sijen (nl)               | Theo Middelkamp           |
| 1949  | Jefke Janssen              | Wim van Est                   | Gerrit Voorting           |
| 1950  | Gerrit Schulte             | Wout Wagtmans                 | Jefke Janssen             |
| 1951  | Hans Dekkers               | Wim van Est                   | Wout Wagtmans             |
| 1952  | Hans Dekkers               | Wim van Est                   | Wout Wagtmans             |
| 1953  | Gerrit Schulte             | Wim van Est                   | Wout Wagtmans             |
| 1954  | Adri Voorting              | Wout Wagtmans                 | Gerrit Voorting           |
| 1955  | Thijs Roks                 | Hein van Breenen              | Wout Wagtmans             |
| 1956  | Wim van Est                | Leo van der Pluym (nl)        | Arend van t'Hof           |
| 1957  | Wim van Est                | Jules Maenen                  | Jef Lahaye                |
| 1958  | Jef Lahaye                 | Mies Stolker                  | Gerrit Voorting           |
| 1959  | Piet Damen                 | Bram Kool (nl)                | Joop Captein (nl)         |
| 1960  | Bas Maliepaard             | Albertus Geldermans           | Antoon van der Steen (nl) |
| 1961  | Bas Maliepaard             | Jacques van der Klundert (nl) | Mies Stolker              |
| 1962  | Albertus Geldermans        | Jo de Roo                     | Piet Rentmeester          |
| 1963  | Peter Post                 | Dick Groeneweg (nl)           | Lex van Kreuningen (nl)   |
| 1964  | Jo de Roo                  | Cees Haast                    | Rik Wouters               |
| 1965  | Jo de Roo                  | Arie den Hartog               | Leo Knops (nl)            |
| 1966  | Gerben Karstens            | Cees Haast                    | Henk Nijdam               |
| 1967  | Evert Dolman               | Jo de Roo                     | Wim Schepers              |
| 1968  | Evert Dolman               | Harm Ottenbros                | Jan Harings               |
| 1969  | Jacques Frijters           | Evert Dolman                  | Gerben Karstens           |
| 1970  | Peter Kisner               | Harrie Jansen                 | Jos van der Vleuten       |
| 1971  | Joop Zoetemelk             | Wim Prinsen                   | Gerben Karstens           |
| 1972  | Tino Tabak                 | Joop Zoetemelk                | Marinus Wagtmans          |
| 1973  | Joop Zoetemelk             | Ben Janbroers (nl)            | Gerben Karstens           |
| 1974  | Cees Priem                 | Gerard Vianen                 | Nidi den Hertog (nl)      |
| 1975  | Hennie Kuiper              | Bert Pronk                    | Joop Zoetemelk            |
| 1976  | Jan Raas                   | Aad van den Hoek              | Hennie Kuiper             |
| 1977  | Fedor den Hertog           | Jan Krekels                   | Gerrie Knetemann          |
| 1978  | Henk Lubberding            | Jan Raas                      | Piet van Katwijk          |
| 1979  | Henk Lubberding            | Joop Zoetemelk                | Jan Raas                  |
| 1980  | Johan van der Velde        | Jos Schipper                  | Theo de Rooij             |
| 1981  | Jacques Hanegraaf          | Gerrie Knetemann              | Adrie van der Poel        |
| 1982  | Johan van der Velde        | Peter Winnen                  | Joop Zoetemelk            |
| 1983  | Jan Raas                   | Henk Lubberding               | Adrie van der Poel        |
| 1984  | Jan Raas                   | Henk Lubberding               | Johan van der Velde       |
| 1985  | Jacques Hanegraaf          | Gerard Veldscholten           | Jacques van Meer (nl)     |
| 1986  | Jos Lammertink             | Nico Verhoeven                | Peter Stevenhaagen        |
| 1987  | Adrie van der Poel         | Gerrit Solleveld              | Theo de Rooij             |
| 1988  | Peter Pieters              | Adrie van der Poel            | Teun van Vliet            |
| 1989  | Frans Maassen              | Johan Lammerts                | Maarten Ducrot            |
| 1990  | Peter Winnen               | Steven Rooks                  | Henri Manders             |
| 1991  | Steven Rooks               | Gert-Jan Theunisse            | Erik Breukink             |
| 1992  | Tristan Hoffman            | Jan Siemons                   | Erik Breukink             |
| 1993  | Erik Breukink              | Steven Rooks                  | Frans Maassen             |
| 1994  | Steven Rooks               | Gert-Jan Theunisse            | Marco Vermey (nl)         |
| 1995  | Servais Knaven             | Danny Nelissen                | Maarten den Bakker        |
| 1996  | Maarten den Bakker         | Bart Voskamp                  | Erik Dekker               |
| 1997  | Michael Boogerd            | Erik Breukink                 | Servais Knaven            |
| 1998  | Michael Boogerd            | Tristan Hoffman               | Léon van Bon              |
| 1999  | Maarten den Bakker         | Servais Knaven                | Raymond Meijs             |
| 2000  | Léon van Bon               | Koos Moerenhout               | Erik Dekker               |
| 2001  | Jans Koerts                | Rudie Kemna                   | Louis de Koning           |
| 2002  | Stefan van Dijk            | Rudie Kemna                   | Max van Heeswijk          |
| 2003  | Rudie Kemna                | Stefan van Dijk               | Max van Heeswijk          |
| 2004  | Erik Dekker                | Koos Moerenhout               | Arthur Farenhout          |
| 2005  | Léon van Bon               | Steven de Jongh               | Max van Heeswijk          |
| 2006  | Michael Boogerd,           | Sebastian Langeveld           | Karsten Kroon             |
| 2007  | Koos Moerenhout            | Sebastian Langeveld           | Maarten den Bakker        |
| 2008  | Lars Boom                  | Koos Moerenhout               | Steven de Jongh           |
| 2009  | Koos Moerenhout            | Kenny van Hummel              | Joost van Leijen          |
| 2010  | Niki Terpstra              | Pieter Weening                | Lars Boom                 |
| 2011  | Pim Ligthart               | Bram Tankink                  | Reinier Honig             |
| 2012  | Niki Terpstra              | Lars Boom                     | Bert-Jan Lindeman         |
| 2013  | Johnny Hoogerland          | Tom Dumoulin                  | Sebastian Langeveld       |
| 2014  | Sebastian Langeveld        | Niki Terpstra                 | Wesley Kreder             |
| 2015  | Niki Terpstra              | Ramon Sinkeldam               | Danny van Poppel          |
| 2016  | Dylan Groenewegen          | Wouter Wippert                | Wim Stroetinga            |
| 2017  | Ramon Sinkeldam            | Wouter Wippert                | Dylan Groenewegen         |
| 2018  | Mathieu van der Poel       | Danny van Poppel              | Ramon Sinkeldam           |
| 2019  | Fabio Jakobsen             | Moreno Hofland                | Bas van der Kooij         |
| 2020  | Mathieu van der Poel       | Nils Eekhoff                  | Timo Roosen               |
| 2021  | Timo Roosen                | Sjoerd Bax                    | Oscar Riesebeek           |
| 2022  | Pascal Eenkhoorn           | Daan Hoole                    | Taco van der Hoorn        |
| 2023  | Dylan van Baarle           | Olav Kooij                    | Mathieu van der Poel      |
| 2024  | Dylan Groenewegen          | Olav Kooij                    | Ramon Sinkeldam           |
| 2025  | Danny van Poppel           | Olav Kooij                    | Dylan Groenewegen         |

Multi-titrés
- 5 : Jorinus van der Wiel
- 4 : Gerrit Schulte

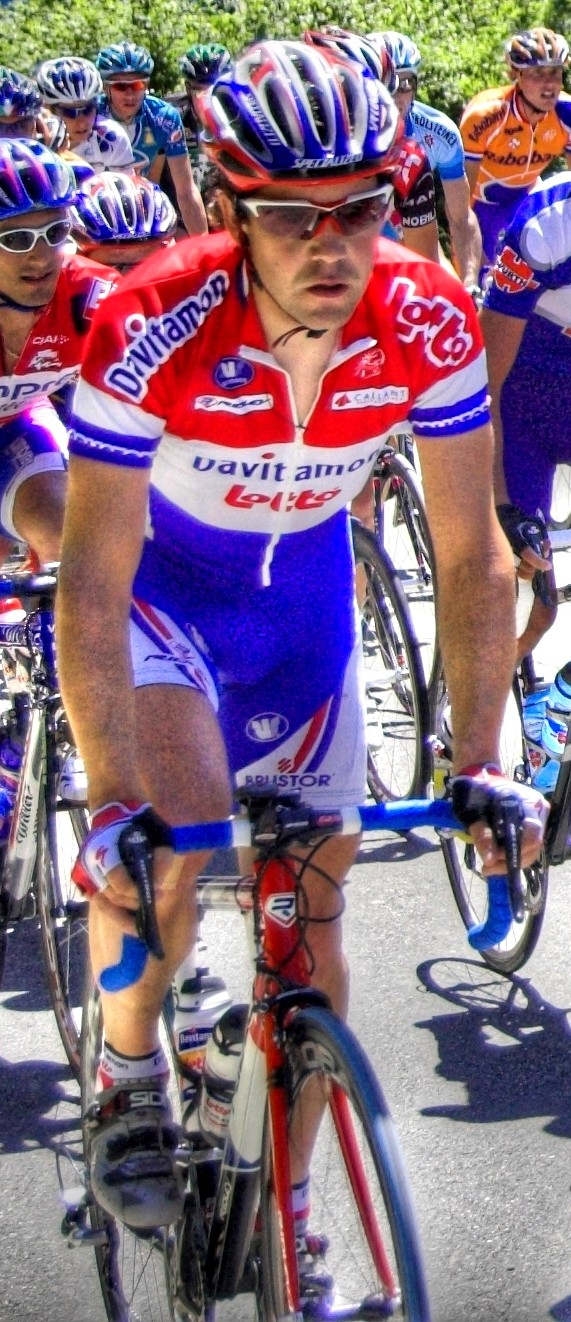
Léon van Bon, vêtu du maillot de champion des Pays-Bas, en 2006

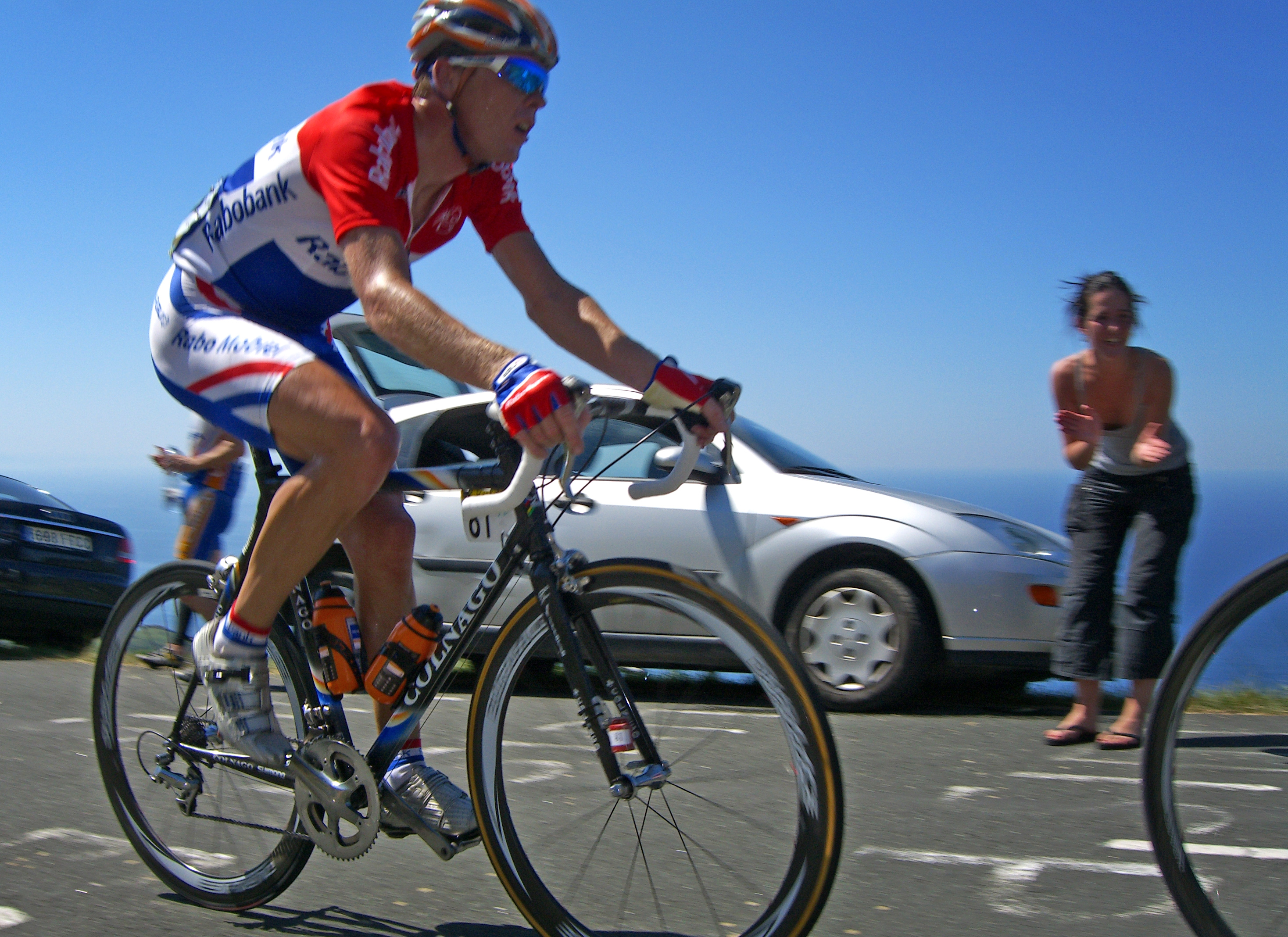
Koos Moerenhout, champion des Pays-Bas en 2007

- 3 : Theo Middelkamp, Jan Raas, Niki Terpstra, Frits Wiersma
- 2 : Maarten den Bakker, Hans Bockkom, Cesar Bogaert, Léon van Bon, Michael Boogerd, John Braspennincx, Hans Dekkers, Jaap Eden, Wim van Est, Dylan Groenewegen, Jacques Hanegraaf, Piet Ikelaar, Jefke Janssen, Chris Kalkman, Henk Lubberding, Bas Maliepaard, Willem van de Mey, Koos Moerenhout, Louis Motké (nl), Klaas van Nek, Mathieu van der Poel, Jo de Roo, Steven Rooks, Marinus Valentijn, Johan van der Velde, Joop Zoetemelk

### Podiums du contre-la-montre
| Année | Vainqueur            | Deuxième                | Troisième               |
| ----- | -------------------- | ----------------------- | ----------------------- |
| 1991  | Bart Voskamp         | Leon van Bon            | Servais Knaven          |
| 1992  | Arnold Stam (nl)     | Patrick van Dijken (nl) | Jos Wolfkamp (nl)       |
| 1993  | Jos Wolfkamp (nl)    | Jaap ten Kortenaar (nl) | Pelle Kil (nl)          |
| 1994  | Mario Gutte          | Jos Wolfkamp (nl)       | Jaap ten Kortenaar (nl) |
| 1995  | Erik Breukink        | Frans Maassen           | Patrick van Dijken (nl) |
| 1996  | Erik Dekker          | Danny Nelissen          | Jelle Nijdam            |
| 1997  | Erik Breukink        | Erik Dekker             | Servais Knaven          |
| 1998  | Patrick Jonker       | Servais Knaven          | Wilco Zuyderwijk        |
| 1999  | Bart Voskamp         | Erik Dekker             | Renger Ypenburg (nl)    |
| 2000  | Erik Dekker          | Servais Knaven          | Maarten den Bakker      |
| 2001  | Bart Voskamp         | Remco van der Ven       | Jan van Velzen (nl)     |
| 2002  | Erik Dekker          | Servais Knaven          | Paul van Schalen        |
| 2003  | Maarten den Bakker   | Bart Voskamp            | Servais Knaven          |
| 2004  | Thomas Dekker        | Joost Posthuma          | Bart Voskamp            |
| 2005  | Thomas Dekker        | Erik Dekker             | Michiel Elijzen         |
| 2006  | Stef Clement         | Erik Dekker             | Joost Posthuma          |
| 2007  | Stef Clement         | Michiel Elijzen         | Rick Flens              |
| 2008  | Lars Boom            | Joost Posthuma          | Koen de Kort            |
| 2009  | Stef Clement         | Koos Moerenhout         | Rick Flens              |
| 2010  | Jos van Emden        | Koos Moerenhout         | Lieuwe Westra           |
| 2011  | Stef Clement         | Jens Mouris             | Martijn Keizer          |
| 2012  | Lieuwe Westra        | Lars Boom               | Niki Terpstra           |
| 2013  | Lieuwe Westra        | Niki Terpstra           | Tom Dumoulin            |
| 2014  | Tom Dumoulin         | Sebastian Langeveld     | Jos van Emden           |
| 2015  | Wilco Kelderman      | Rick Flens              | Jos van Emden           |
| 2016  | Tom Dumoulin         | Jos van Emden           | Wilco Kelderman         |
| 2017  | Tom Dumoulin         | Stef Clement            | Robert Gesink           |
| 2018  | Dylan van Baarle     | Niki Terpstra           | Wilco Kelderman         |
| 2019  | Jos van Emden        | Sebastian Langeveld     | Dylan van Baarle        |
| 2020  | Championnats annulés | Championnats annulés    | Championnats annulés    |
| 2021  | Tom Dumoulin         | Sebastian Langeveld     | Koen Bouwman            |
| 2022  | Bauke Mollema        | Tom Dumoulin            | Daan Hoole              |
| 2023  | Jos van Emden        | Daan Hoole              | Sjoerd Bax              |
| 2024  | Daan Hoole           | Mick van Dijke          | Sjoerd Bax              |
| 2025  | Daan Hoole           | Dylan van Baarle        | Axel van der Tuuk       |

Multi-titrés
- 4 : Stef Clement, Tom Dumoulin
- 3 : Erik Dekker, Jos van Emden, Bart Voskamp
- 2 : Erik Breukink, Thomas Dekker, Lieuwe Westra, Daan Hoole

## Femmes

### Podiums de la course en ligne
| Année | Vainqueur                   | Deuxième                   | Troisième                   |
| ----- | --------------------------- | -------------------------- | --------------------------- |
| 1965  | Ineke van IJken (nl)        | Bella van der Spiegel-Hage | Alie Zijlmans               |
| 1966  | Bella van der Spiegel-Hage  | Keetie van Oosten-Hage     | Jannie Jonkers              |
| 1967  | Bella van der Spiegel-Hage  | Jannie Jonkers             | Keetie van Oosten-Hage      |
| 1968  | Bella van der Spiegel-Hage  | Hennie Faber-Hondeveld     | Truus Smulders              |
| 1969  | Keetie van Oosten-Hage      | Hennie Faber-Hondeveld     | Truus Smulders              |
| 1970  | Keetie van Oosten-Hage      | Hennie Faber-Hondeveld     | Bella van der Spiegel-Hage  |
| 1971  | Keetie van Oosten-Hage      | Hennie Faber-Hondeveld     | Truus Smulders              |
| 1972  | Keetie van Oosten-Hage      | Bella van der Spiegel-Hage | Minie Brinkhoff             |
| 1973  | Keetie van Oosten-Hage      | Willy Kwantes              | Truus van der Plaat         |
| 1974  | Keetie van Oosten-Hage      | Minie Brinkhoff            | Willy Kwantes               |
| 1975  | Keetie van Oosten-Hage      | Gré Knetemann-Donker       | Truus van der Plaat         |
| 1976  | Keetie van Oosten-Hage      | Tineke Fopma               | Annie Weegberg              |
| 1977  | Nita van Vliet (nl)         | Nel Streef                 | Agnes Koeman-van Helvoirt   |
| 1978  | Keetie van Oosten-Hage      | Bella van der Spiegel-Hage | Truus van der Plaat         |
| 1979  | Tineke Fopma                | Hennie Top                 | Keetie van Oosten-Hage      |
| 1980  | Hennie Top                  | Leontine van der Lienden   | Mary Barendregt             |
| 1981  | Hennie Top                  | Tineke Fopma               | Leontine van der Lienden    |
| 1982  | Hennie Top                  | Leontine van der Lienden   | Wil Bezemer                 |
| 1983  | Thea van Rijnsoever         | Mieke Havik                | Leontine van der Lienden    |
| 1984  | Connie Meijer               | Leontine van der Lienden   | Hennie Top                  |
| 1985  | Thea van Rijnsoever         | Heleen Hage                | Henneke Lieverse (nl)       |
| 1986  | Heleen Hage                 | Mieke Havik                | Thea van Rijnsoever         |
| 1987  | Mieke Havik                 | Jolanda Cools-van Dongen   | Karin Schuitema (nl)        |
| 1988  | Monique Knol                | Leontien van Moorsel       | Cyntha Lutke Schipholt (nl) |
| 1989  | Leontien van Moorsel        | Petra Groenland            | Astrid Donkersloot          |
| 1990  | Leontien van Moorsel        | Agnes Loohuis-Damveld      | Manon de Rooy               |
| 1991  | Petra Grimbergen            | Monique Knol               | Leontien van Moorsel        |
| 1992  | Leontien van Moorsel        | Petra Grimbergen           | Monique Knol                |
| 1993  | Leontien van Moorsel        | Daniëlle Overgaag          | Elsbeth van Rooy-Vink       |
| 1994  | Yvonne Brunen               | Elsbeth van Rooy-Vink      | Edith Klep                  |
| 1995  | Yvonne Brunen               | Margaretha Groen           | Maria Jongeling             |
| 1996  | Yvonne Brunen               | Meike de Bruijn            | Ingrid Haringa              |
| 1997  | Nicole Vermast              | Yvonne Brunen              | Edith Klep                  |
| 1998  | Leontien van Moorsel        | Chantal Beltman            | Wendy Kramp                 |
| 1999  | Leontien van Moorsel        | Mirjam Melchers            | Yvonne Brunen               |
| 2000  | Mirjam Melchers             | Leontien van Moorsel       | Chantal Beltman             |
| 2001  | Sissy van Alebeek           | Bertine Spijkerman         | Martine Bras                |
| 2002  | Arenda Grimberg             | Leontien van Moorsel       | Mirjam Melchers             |
| 2003  | Suzanne de Goede            | Christine Mos (nl)         | Esther van der Helm (nl)    |
| 2004  | Leontien van Moorsel        | Chantal Beltman            | Loes Markerink              |
| 2005  | Janneke Vos                 | Sharon van Essen           | Josephine Groenveld (nl)    |
| 2006  | Marianne Vos                | Sharon van Essen           | Suzanne de Goede            |
| 2007  | Marlijn Binnendijk          | Marianne Vos               | Suzanne de Goede            |
| 2008  | Marianne Vos                | Mirjam Melchers            | Regina Bruins               |
| 2009  | Marianne Vos                | Chantal Blaak              | Andrea Bosman               |
| 2010  | Loes Gunnewijk              | Marianne Vos               | Irene van den Broek         |
| 2011  | Marianne Vos                | Irene van den Broek        | Chantal Blaak               |
| 2012  | Annemiek van Vleuten        | Marianne Vos               | Lucinda Brand               |
| 2013  | Lucinda Brand               | Marianne Vos               | Annemiek van Vleuten        |
| 2014  | Iris Slappendel             | Lucinda Brand              | Marianne Vos                |
| 2015  | Lucinda Brand               | Amy Pieters                | Annemiek van Vleuten        |
| 2016  | Anouska Koster              | Janneke Ensing             | Marianne Vos                |
| 2017  | Chantal Blaak               | Anouska Koster             | Floortje Mackaij            |
| 2018  | Chantal Blaak               | Amy Pieters                | Marianne Vos                |
| 2019  | Lorena Wiebes               | Marianne Vos               | Amy Pieters                 |
| 2020  | Anna van der Breggen        | Annemiek van Vleuten       | Anouska Koster              |
| 2021  | Amy Pieters                 | Nancy van der Burg         | Karlijn Swinkels            |
| 2022  | Riejanne Markus             | Shirin van Anrooij         | Lorena Wiebes               |
| 2023  | Demi Vollering              | Lorena Wiebes              | Marianne Vos                |
| 2024  | Chantal van den Broek-Blaak | Mischa Bredewold           | Nina Kessler                |
| 2025  | Lorena Wiebes               | Charlotte Kool             | Nienke Veenhoven            |

Multi-titrés
- 9 : Keetie van Oosten-Hage
- 7 : Leontien Zijlaard-van Moorsel
- 4 : Marianne Vos
- 3 : Chantal Blaak, Bella van der Spiegel-Hage, Hennie Top, Yvonne Troost-Brunen
- 2 : Lucinda Brand, Thea van Rijnsoever, Lorena Wiebes

### Podiums du contre-la-montre
| Année | Vainqueur                  | Deuxième                 | Troisième                |
| ----- | -------------------------- | ------------------------ | ------------------------ |
| 1991  | Ingrid Haringa             | Astrid Schop             | Monique Knol             |
| 1992  | Lenie Dijkstra (nl)        | Natascha den Ouden       | Els Koolloos             |
| 1993  | Petra Grimbergen           | Ingrid Haringa           | Natascha den Ouden       |
| 1994  | Maria Jongeling            | Daniëlle Overgaag        | Natascha den Ouden       |
| 1995  | Jet Jongeling              | Maria Jongeling          | Natascha den Ouden       |
| 1996  | Willeke van der Weide (nl) | Nicole Vermast           | Jet Jongeling            |
| 1997  | Leontien van Moorsel       | Mariëlle van Scheppingen | Chantal Beltman          |
| 1998  | Leontien van Moorsel       | Mariëlle van Scheppingen | Yvonne Brunen            |
| 1999  | Leontien van Moorsel       | Mirjam Melchers          | Mariëlle van Scheppingen |
| 2000  | Leontien van Moorsel       | Anouska van der Zee      | Sonja van Kuik-Pfister   |
| 2001  | Leontien van Moorsel       | Anouska van der Zee      | Mariëlle van Scheppingen |
| 2002  | Leontien van Moorsel       | Loes Gunnewijk           | Vera Koedooder           |
| 2003  | Jolanda Cools-van Dongen   | Leontien van Moorsel     | Mirjam Melchers          |
| 2004  | Mirjam Melchers            | Loes Gunnewijk           | Loes Markerink           |
| 2005  | Suzanne de Goede           | Loes Gunnewijk           | Mirjam Melchers          |
| 2006  | Loes Gunnewijk             | Kirsten Wild             | Iris Slappendel          |
| 2007  | Ellen van Dijk             | Regina Bruins            | Mirjam Melchers          |
| 2008  | Mirjam Melchers            | Kirsten Wild             | Loes Gunnewijk           |
| 2009  | Regina Bruins              | Kirsten Wild             | Ellen van Dijk           |
| 2010  | Marianne Vos               | Regina Bruins            | Kirsten Wild             |
| 2011  | Marianne Vos               | Ellen van Dijk           | Loes Gunnewijk           |
| 2012  | Ellen van Dijk             | Annemiek van Vleuten     | Iris Slappendel          |
| 2013  | Ellen van Dijk             | Loes Gunnewijk           | Annemiek van Vleuten     |
| 2014  | Annemiek van Vleuten       | Ellen van Dijk           | Marianne Vos             |
| 2015  | Anna van der Breggen       | Ellen van Dijk           | Chantal Blaak            |
| 2016  | Annemiek van Vleuten       | Chantal Blaak            | Roxane Knetemann         |
| 2017  | Annemiek van Vleuten       | Ellen van Dijk           | Anna van der Breggen     |
| 2018  | Ellen van Dijk             | Anna van der Breggen     | Lucinda Brand            |
| 2019  | Annemiek van Vleuten       | Ellen van Dijk           | Anna van der Breggen     |
| 2020  |                            |                          |                          |
| 2021  | Anna van der Breggen       | Ellen van Dijk           | Lucinda Brand            |
| 2022  | Ellen van Dijk             | Riejanne Markus          | Anouska Koster           |
| 2023  | Riejanne Markus            | Demi Vollering           | Annemiek van Vleuten     |
| 2024  | Riejanne Markus            | Lieke Nooijen            | Demi Vollering           |
| 2025  | Mischa Bredewold           | Riejanne Markus          | Lieke Nooijen            |

Multi-titrés
- 6 : Leontien Zijlaard-van Moorsel
- 5 : Ellen van Dijk
- 4 : Annemiek van Vleuten

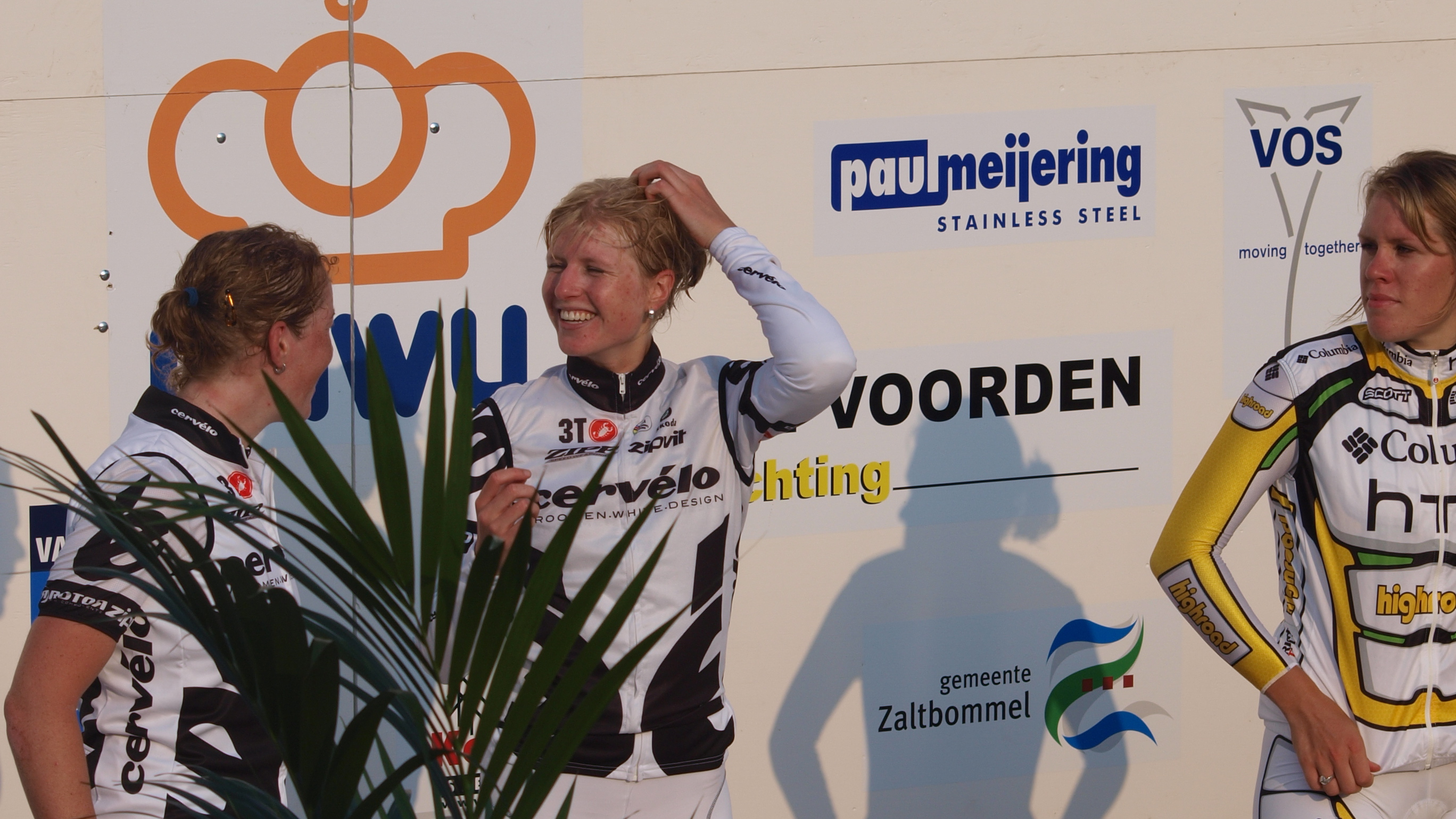
Le podium en 2009: 1. Regina Bruins, 2. Kirsten Wild, 3. Ellen van Dijk.

- 2 : Riejanne Markus, Mirjam Melchers-van Poppel, Marianne Vos

## Espoirs Hommes

### Podiums de la course en ligne
| Année | Vainqueur           | Deuxième              | Troisième           |
| ----- | ------------------- | --------------------- | ------------------- |
| 1995  | Steven de Jongh     | Jurgen van Pelt       | Rik Reinerink       |
| 1996  | Stefan van Dijk     | Michel Cerneus (nl)   | Wally Buurstede     |
| 1997  | Johan Bruinsma (nl) | Karsten Kroon         | Coen Boerman        |
| 1998  | Addy Engels         | Marcel Duijn          | Mark ter Schure     |
| 1999  | Mathew Hayman       | Addy Engels           | Thorwald Veneberg   |
| 2000  | Bram Tankink        | Remmert Wielinga      | David Orvalho       |
| 2001  | Arno Wallaard       | Thijs Al              | Maarten Lenferink   |
| 2002  | Pieter Weening      | Frank van Dulmen (nl) | Hans Dekkers        |
| 2003  | Thomas Dekker       | Hans Dekkers          | Jos Pronk           |
| 2004  | Bastiaan Giling     | Kenny van Hummel      | Tom Veelers         |
| 2005  | Sebastian Langeveld | Reinier Honig         | Johnny Hoogerland   |
| 2006  | Kai Reus            | Tom Leezer            | Arjen de Baat (nl)  |
| 2007  | Tom Leezer          | Arjen de Baat (nl)    | Jos van Emden       |
| 2008  | Ronan van Zandbeek  | Leander Pronk         | Dennis van Winden   |
| 2009  | Steven Kruijswijk   | Ramon Sinkeldam       | Boy van Poppel      |
| 2010  | Tom-Jelte Slagter   | Ramon Sinkeldam       | Tijmen Eising       |
| 2011  | Ramon Sinkeldam     | Maurits Lammertink    | Wesley Kreder       |
| 2012  | Moreno Hofland      | Sjoerd Kouwenhoven    | Daan Olivier        |
| 2013  | Dylan van Baarle    | Mike Teunissen        | Joey van Rhee       |
| 2014  | Tim Kerkhof         | Dennis Bakker         | Piotr Havik         |
| 2015  | Stan Godrie         | Fabio Jakobsen        | Davy Gunst          |
| 2016  | Fabio Jakobsen      | Tim Ariesen           | Martijn Budding     |
| 2017  | Fabio Jakobsen      | Stef Krul             | Hartthijs de Vries  |
| 2018  | Julius van den Berg | Marten Kooistra       | Oscar van Wijk      |
| 2019  | David Dekker        | Nils Eekhoff          | Marijn van den Berg |
| 2020  | Stijn Daemen        | Mick van Dijke        | Bodi del Grosso     |
| 2021  | Tim van Dijke       | Mick van Dijke        | Casper van Uden     |
| 2022  | Max Kroonen         | Loe van Belle         | Mees Hendrikx (nl)  |
| 2023  | Pepijn Reinderink   | Luke Verburg          | Jesse Kramer        |
| 2024  | Tibor Del Grosso    | Mike Bronswijk        | Elmar Abma          |

Multi-titrés
- 2 : Fabio Jakobsen

### Podiums du contre-la-montre
| Année | Vainqueur             | Deuxième          | Troisième                  |
| ----- | --------------------- | ----------------- | -------------------------- |
| 1997  | Daniël van Elven      | Remco van der Ven | Angelo van Melis (nl)      |
| 1998  | Marcel Duijn          | Huub Bres         | Coen Boerman               |
| 1999  | Remmert Wielinga      | Rick Pieterse     | Vincent van der Kooij (nl) |
| 2000  | Remmert Wielinga      | Jens Mouris       | Roel Egelmeers             |
| 2001  | Mart Louwers (nl)     | Jens Mouris       | Michiel Elijzen            |
| 2002  | Stef Clement          | Niels Scheuneman  | Rick Flens                 |
| 2003  | Thomas Dekker         | Niels Scheuneman  | Joost Posthuma             |
| 2004  | Thom van Dulmen (nl)  | Michiel Elijzen   | Mathieu Heijboer           |
| 2005  | Thom van Dulmen (nl)  | Levi Heimans      | Tom Stamsnijder            |
| 2006  | Kai Reus              | Lars Boom         | Niki Terpstra              |
| 2007  | Lars Boom             | Jos van Emden     | Ronan van Zandbeek         |
| 2008  | Manman van Ruitenbeek | Martijn Keizer    | Dennis van Winden          |
| 2009  | Dennis van Winden     | Steven Kruijswijk | Martijn Keizer             |
| 2010  | Martijn Keizer        | Jasper Hamelink   | Marc Goos                  |
| 2011  | Wilco Kelderman       | Jasper Hamelink   | Marc Goos                  |
| 2012  | Peter Koning          | Bob Schoonbroodt  | Marc Goos                  |
| 2013  | Dylan van Baarle      | Sjors Roosen      | Martijn Tusveld            |
| 2014  | Steven Lammertink     | Mike Teunissen    | Tim Rodenburg (nl)         |
| 2015  | Steven Lammertink     | Martijn Tusveld   | Tim Rodenburg (nl)         |
| 2016  | Tim Rodenburg (nl)    | Pascal Eenkhoorn  | Jan-Willem van Schip       |
| 2017  | Julius van den Berg   | Pascal Eenkhoorn  | Bas Tietema                |
| 2018  | Hartthijs de Vries    | Nils Eekhoff      | Daan Hoole                 |
| 2019  | Daan Hoole            | Wessel Krul       | Nils Sinschek              |
| 2021  | Mick van Dijke        | Tim van Dijke     | Marijn van den Berg        |
| 2022  | Axel van der Tuuk     | Mike Vliek        | Enzo Leijnse               |
| 2023  | Enzo Leijnse          | Bodi del Grosso   | Axel van der Tuuk          |
| 2024  | Wessel Mouris         | Pepijn Veenings   | Elmar Abma                 |
| 2025  | Rik van der Wal       | Pepijn Veenings   | Sjors Lugthart             |

Multi-titrés
- 2 : Thom van Dulmen (nl), Steven Lammertink, Remmert Wielinga

## Espoirs Femmes

### Podiums du contre-la-montre
| Année | Vainqueur          | Deuxième           | Troisième        |
| ----- | ------------------ | ------------------ | ---------------- |
| 2022  | Shirin van Anrooij | Maike van der Duin | Mischa Bredewold |

## Juniors Hommes

### Podiums de la course en ligne
| Année | Vainqueur                 | Deuxième               | Troisième            |
| ----- | ------------------------- | ---------------------- | -------------------- |
| 1963  | Henk Emmens               | K. Trompert            | D. Hoekstra          |
| 1964  | Tiemen Groen              | Harrie Jansen          | L. Visser            |
| 1965  | Wim Huysmans              | A. Duijnker            | Hans Eckelboom       |
| 1966  | Ger Harings               | Albert Hulzebosch (nl) | Herman Gorter        |
| 1967  | Jan Aling (nl)            | Wim Jansen             | Matthijs de Koning   |
| 1968  | Jaak Dekkers              | Piet Kessels           | Gerrit Marquerink    |
| 1969  | Henk Poppe                | Andre Jansen           | Gezinus Hoven        |
| 1970  | Bas Hordijk               | Willy Wilms            | Mathieu Dohmen (nl)  |
| 1971  | Ad Dekkers (nl)           | Jan van Dijk           | Ad Veelers           |
| 1972  | Jan Ruckert               | Michel Jacobs          | Johnny Kruunenberg   |
| 1973  | Peter Valentijn           | Peter van der Leij     | Ad van Peer          |
| 1974  | Martin Havik              | Michel Jacobs          | Ad Verstijlen        |
| 1975  | Ad Verstijlen             | Guus Bierings (nl)     | Paul Driessen        |
| 1976  | Herman Noy                | Peter Verheijen        | Jos de Bruin         |
| 1977  | Piet Liefaard             | Berry Zoontjes         | Frank Moons          |
| 1978  | Peter Schroen (nl)        | Berry Zoontjes         | John de Bie          |
| 1979  | Jacques Hanegraaf         | Werner Wieme           | Hans Baudoin         |
| 1980  | Ab Harren                 | Harry Wolters          | Wim Meijer           |
| 1981  | Jan Peels                 | Rob Kleinsman (en)     | Mathieu Hermans      |
| 1982  | Jan Siemons               | Toine Poels            | Marcel Hofstede      |
| 1983  | Dick Dekker               | Peter Stevenhaagen     | Werner Joosten       |
| 1984  | Michel Legrand            | Michel Cornelisse      | Ton Akkermans        |
| 1985  | Raymond Meijs             | Gerrit de Vries        | Frank Kersten        |
| 1986  | Rudy Nagengast            | Rober van de Vin (de)  | Raymond Meijs        |
| 1987  | Wietse Veenstra           | Menno Vink (nl)        | Ab Arp               |
| 1988  | Patrick Strouken          | Danny Overgaag         | Albert Dijkstra      |
| 1989  | Leon van Bon              | Bjorn Gargosky         | Patrick van Gestel   |
| 1990  | Leon van Bon              | Casimir Vink           | Rik Reinerink        |
| 1991  | Steven de Jongh           | Max van Heeswijk       | Koos Moerenhout      |
| 1992  | Erik Hoevenaars           | Dennis Heilbron        | Rudy Brakkee         |
| 1993  | Johan Bruinsma (nl)       | Richard Coehorst       | Martijn Lust (nl)    |
| 1994  | Addy Engels               | Stefan van Dijk        | Lars Barsingerhorn   |
| 1995  | Addy Engels               | Wim Bos                | Boris Berkhout       |
| 1996  | Wopke Veenstra            | Bart Marien            | Frank van de Hoef    |
| 1997  | Gerben van de Reep        | Roel Egelmeers         | Bas Goossens         |
| 1998  | Stijn Westrik             | Coen Loos              | Laurens ten Dam      |
| 1999  | Bas Giling                | Chris Kerkdijk         | Ruud Kooijmans       |
| 2000  | Reinier Honig             | Aloys van Duuren       | Bas Giling           |
| 2001  | Reinier Honig             | Thomas Dekker          | Aloys van Duuren     |
| 2002  | Tom Veelers               | Jos Harms              | Tom Stamsnijder      |
| 2003  | Tom Leezer                | Cornelius van Ooijen   | Tom Stamsnijder      |
| 2004  | Bram Aalders              | Sjoerd Commandeur      | Michel Kreder        |
| 2005  | Robin van der Lijn        | Maurice Vrijmoed (de)  | Lars Jun             |
| 2006  | Robin Chaigneau           | Boy van Poppel         | Ramon Sinkeldam      |
| 2007  | Michael Vingerling        | Tommy Groffen          | Bob Stöpler          |
| 2008  | Jasper Ockeloen           | Mats Boeve (de)        | Rune van der Meijden |
| 2009  | Dylan van Baarle          | Gert-Jan Bosman        | Barry Markus         |
| 2010  | Sebastiaan Pot            | Steven Wester          | Derk Abel Beckeringh |
| 2011  | Stan Godrie               | Dylan Groenewegen      | Steven Lammertink    |
| 2012  | Niels Goeree              | Merijn Korevaar        | Nicky Gieskens       |
| 2013  | Mathieu van der Poel      | Jordy Keldermans       | Kelvin van den Dool  |
| 2014  | Jurjen Varkevisser        | Julius van den Berg    | Jeen de Jong         |
| 2015  | Marten Kooistra           | Pascal Eenkhoorn       | Lars van den Berg    |
| 2016  | Daan van Sintmaartensdijk | Dennis van der Horst   | David Dekker         |
| 2017  | Adne Koster               | Jesse de Rooij         | Lars Oreel           |
| 2018  | Max Kroonen               | Wessel Krul            | Tim Marsman          |
| 2019  | Axel van der Tuuk         | Hidde van Veenendaal   | Sten Verzijl         |
| 2021  | Tibor Del Grosso          | Lucas Janssen          | Menno Huising        |
| 2022  | Elmar Abma                | Viego Tijssen          | Jasper Huitema       |
| 2023  | Julian Vergouw            | Ruud Junior Nagengast  | Karst Hayma          |
| 2024  | Ko Molenaar               | Ruud Junior Nagengast  | Jurgen Zomermaand    |
| 2025  | Gijs Schoonvelde          | Cyriel Hooghwerff      | Thomas Monkelbaan    |

Multi-titrés
- 2 : Leon van Bon, Addy Engels, Reinier Honig

### Podiums du contre-la-montre
| Année | Vainqueur         | Deuxième               | Troisième           |
| ----- | ----------------- | ---------------------- | ------------------- |
| 2000  | Peter van Agtmaal | Kenny van Hummel       | Koen de Kort        |
| 2001  | Rick Flens        | Norbert Poels          | Kris Kamper         |
| 2002  | Thomas Dekker     | Stefan Huizinga        | Huub Duyn           |
| 2003  | Kai Reus          | Levi Heimans           | Tom Stamsnijder     |
| 2004  | Robert Gesink     | Sven Kramer            | Thijs van Amerongen |
| 2005  | Martijn Keizer    | Rienk Nauta            | Steven Kruijswijk   |
| 2006  | Martijn Keizer    | Jetse Bol              | Ronan van Zandbeek  |
| 2007  | Peter Koning      | Jarno Gmelich Meijling | Maurice de Bekker   |
| 2008  | Jelle Lugten      | Wilco Kelderman        | Jasper Bovenhuis    |
| 2009  | Bob Schoonbroodt  | Dylan van Baarle       | Jurjen de Vries     |
| 2010  | Dylan van Baarle  | Oscar Riesebeek        | Danny van Poppel    |
| 2011  | Paul Moerland     | Ivar Slik              | Danny van Poppel    |
| 2012  | Joeri Leijs       | Randy Ophof            | Tim Rodenburg (nl)  |
| 2013  | Sam Oomen         | Stef Krul              | Jaap de Jong        |
| 2014  | Sjoerd Bax        | Pascal Eenkhoorn       | Sieben Wouters      |
| 2015  | Marten Kooistra   | Pascal Eenkhoorn       | Daan Zebel          |
| 2016  | Stijn Daemen      | Willem Bok             | Mitch Groot         |
| 2017  | Minne Verboom     | Thymen Arensman        | Daan Hoole          |
| 2018  | Axel van der Tuuk | Manuel Michielsen      | Enzo Leijnse        |
| 2019  | Lars Boven        | Enzo Leijnse           | Casper van Uden     |
| 2020  | Loe van Belle     | Tibor Del Grosso       | Mathijs de Kok      |
| 2021  | Tibor Del Grosso  | Elmar Abma             | Vincent van Dorp    |
| 2022  | Sjors Lugthart    | Mees Vlot              | Vincent van Dorp    |
| 2023  | Ryan Gal          | Mees Vlot              | Sjors Lugthart      |
| 2024  | Michiel Mouris    | Senna Remijn           | Gijs Schoonvelde    |
| 2025  | Michiel Mouris    | Gijs Schoonvelde       | Thijs Wiersma       |

Multi-titrés
- 2 : Martijn Keizer, Michiel Mouris

### Podiums du contre-la-montre par équipes
| Année | Vainqueur                                                             | Deuxième                                                     | Troisième                                       |
| ----- | --------------------------------------------------------------------- | ------------------------------------------------------------ | ----------------------------------------------- |
| 2008  | Dylan van Baarle Milan van den Ende Rune van der Meijden Jelle Lugten | Wilco Kelderman Rutger Schellevis Erik Bierens Niels Lommers | Peter Koning Thom Sinnige Job Sinnige Mike Bond |

## Juniors Femmes

### Podiums de la course en ligne
| Année | Vainqueur                   | Deuxième                    | Troisième                          |
| ----- | --------------------------- | --------------------------- | ---------------------------------- |
| 1983  | Gre Tijmes                  | Petra van Tilburg           | Brigitte Jekel                     |
| 1984  | Linda van de Berg           | Cyntha Lutke Schipholt (nl) | Marietta Zoetewei                  |
| 1985  | Leontien van Moorsel        | Lenie Dijkstra (nl)         | Monica de Waal                     |
| 1986  | Leontien van Moorsel        | Cyntha Lutke Schipholt (nl) | Manuela Ten Kortenaar-Ossendrijver |
| 1987  | Leontien van Moorsel        | Petra van der Giessen       | Wendy van Uden                     |
| 1988  | Esther van Verseveld        | Miranda Tappel              | Daniëlle Overgaag                  |
| 1989  | Daniëlle Overgaag           | Marina van Hest             | Miranda Tappel                     |
| 1990  | Marina van Hest             | Elsbeth van Rooy-Vink       | Natascha den Ouden                 |
| 1991  | Wendy Kramp                 | Saskia de Vries             | Edith Klep                         |
| 1992  | Wendy Kramp                 | Maria Jongeling             | Sandra Rombouts                    |
| 1993  | Edith Klep                  | Sandra Rombouts             | Chantal Beltman                    |
| 1994  | Jet Jongeling               | Ghita Beltman               | Sonja van Kuik (nl)                |
| 1995  | Sonja van Kuik (nl)         | Noortje de Groot            | Ghita Beltman                      |
| 1996  | Ghita Beltman               | Martine Bras                | Sonja van Kuik (nl)                |
| 1997  | Mirella van Melis           | Sonja van Kuik (nl)         | Kristy Miggels                     |
| 1998  | Evelien Basten              | Afke Sijm                   | Sharon van Essen                   |
| 1999  | Heidi de Voogd              | Bertine Spijkerman          | Elisabeth Folkerts                 |
| 2000  | Josephine Groenveld (nl)    | Frederika van der Wiel      | Bertine Spijkerman                 |
| 2001  | Miranda Vierling            | Adrie Visser                | Minke Slingerland                  |
| 2002  | Suzanne de Goede            | Christa Pirard              | Pleuni van Gulik                   |
| 2003  | Moniek Rotmensen            | Eva Sijm                    | Joan Boskamp                       |
| 2004  | Ellen van Dijk              | Yvonne Leezer               | Marianne Vos                       |
| 2005  | Marianne Vos                | Ellen van Dijk              | Monique van de Ree                 |
| 2006  | Monique van de Ree          | Hannah Welter               | Chantal Blaak                      |
| 2007  | Elise van Hage              | Daisy van der Aa            | Britt Jochems                      |
| 2008  | Winanda Spoor               | Amy Pieters                 | Agnieta Francke                    |
| 2009  | Amy Pieters                 | Melanie Woering (nl)        | Winanda Spoor                      |
| 2010  | Iris Ockeloen               | Laura van der Kamp          | Melanie Woering (nl)               |
| 2011  | Ashlynn van Baarle          | Kelly Markus                | Thalita de Jong                    |
| 2012  | Kirsten Coppens             | Janine van der Meer         | Nicky Zijlaard (nl)                |
| 2013  | Kyara Stijns (nl)           | Lotte Eikelenboom           | Willeke de Jong                    |
| 2014  | Anouk Rijff (nl)            | Marjolein van 't Geloof     | Chanella Stougje (nl)              |
| 2015  | Nicole Steigenga            | Delore Stougje              | Karlijn Swinkels                   |
| 2016  | Lorena Wiebes               | Charlotte Kool              | Arianna Pruisscher (nl)            |
| 2017  | Meike Uiterwijk Winkel (nl) | Ingrit Verhoeff             | Lorena Wiebes                      |
| 2018  | Cathalijne Hoolwerf (nl)    | Eva Bijwaard                | Lonneke Uneken                     |
| 2019  | Femke Gerritse              | Ilse Pluimers               | Sofie van Rooijen                  |
| 2021  | Anna van der Meiden         | Nienke Vinke                | Lisa van Belle                     |
| 2022  | Nienke Vinke                | Lisa van Belle              | Nienke Veenhoven                   |
| 2023  | Puck Langenbarg             | Fee Knaven                  | Lauren Molengraaf                  |
| 2024  | Puck Langenbarg             | Megan Arens                 | Esmee Blok                         |
| 2025  | Britt Jeucken               | Maureen Abma                | Esmee Blok                         |

Multi-titrés
- 3 : Leontien van Moorsel
- 2 : Wendy Kramp, Puck Langenbarg

### Podiums du contre-la-montre
| Année | Vainqueur                  | Deuxième              | Troisième              |
| ----- | -------------------------- | --------------------- | ---------------------- |
| 1996  | Sonja van Kuik (nl)        | Ghita Beltman         | Mirella van Melis      |
| 1997  | Sonja van Kuik (nl)        | Daniëlle Jansen (nl)  | Marlien de Voogd       |
| 1998  | Evelien Basten             | Jackelien Aarts       | Sabine Gruters         |
| 1999  | Evelien Basten             | Saskia Kaagman        | Miranda Vierling       |
| 2000  | Vera Koedooder             | Bertine Spijkerman    | Saskia Kaagman         |
| 2001  | Vera Koedooder             | Miranda Vierling      | Suzanne de Goede       |
| 2002  | Miranda Vierling           | Christa Pirard        | Loes Markerink         |
| 2003  | Loes Markerink             | Eva Sijm              | Liesbeth Bakker        |
| 2004  | Ellen van Dijk             | Roxane Knetemann      | Marianne Vos           |
| 2005  | Ellen van Dijk             | Maxime Groenewegen    | Marianne Vos           |
| 2006  | Chantal Blaak              | Linda van Rijen       | Elise van Hage         |
| 2007  | Chantal Blaak              | Elise van Hage        | Marit Huisman          |
| 2008  | Lotte van Hoek             | Amy Pieters           | Marieke Den Otter      |
| 2009  | Lotte van Hoek             | Amy Pieters           | Birgit Lavrijssen (nl) |
| 2010  | Rebecca Talen (nl)         | Annelies Visser       | Henriette Woering (nl) |
| 2011  | Thalita de Jong            | Pauliena Rooijakkers  | Anouska Koster         |
| 2012  | Corine van der Zijden (nl) | Demi de Jong          | Lauren Arnouts (nl)    |
| 2013  | Floortje Mackaij           | Demi de Jong          | Anouk Rijff (nl)       |
| 2014  | Aafke Soet                 | Chanella Stougje (nl) | Jeanne Korevaar        |
| 2015  | Yara Kastelijn             | Aafke Soet            | Karlijn Swinkels       |
| 2016  | Maaike Boogaard            | Karlijn Swinkels      | Claudia Jongerius      |
| 2017  | Anne de Ruiter (nl)        | Marit Raaijmakers     | Britt Knaven           |
| 2018  | Rozemarijn Ammerlaan (nl)  | Britt Knaven          | Femke Gerritse         |
| 2019  | Shirin van Anrooij         | Leonie Bos (nl)       | Maud Rijnbeek          |
| 2020  | Elise Uijen                | Ilse Pluimers         | Shirin van Anrooij     |
| 2021  | Anna van der Meiden        | Mirre Knaven          | Scarlett Souren        |
| 2022  | Nienke Vinke               | Mirre Knaven          | Pem Hoefmans           |
| 2023  | Fee Knaven                 | Tessa Kleijn          | Silje Bader            |
| 2024  | Fee Knaven                 | Puck Langenbarg       | Megan Arens            |
| 2025  | Megan Arens                | Roos Müller           | Noï Moes               |

Multi-titrés
- 2 : Evelien Basten, Chantal Blaak, Ellen van Dijk, Lotte van Hoek, Fee Knaven, Vera Koedooder, Sonja van Kuik